# یواس‌اس واینموکا (پی‌سی-۱۱۴۵)
یواس‌اس واینموکا (پی‌سی-۱۱۴۵) (به انگلیسی: USS Winnemucca (PC-1145)) یک کشتی بود که طول آن ۱۷۳ فوت ۸ اینچ (۵۲٫۹۳ متر) بود. این کشتی در سال ۱۹۴۳ ساخته شد.